# Xenotilapia
Xenotilapia is een geslacht van straalvinnige vissen uit de familie van de cichliden (Cichlidae).

## Soorten
- Xenotilapia albini (Steindachner, 1909)
- Xenotilapia bathyphila Poll, 1956
- Xenotilapia boulengeri (Poll, 1942)
- Xenotilapia burtoni Poll, 1951
- Xenotilapia caudofasciata Poll, 1951
- Xenotilapia flavipinnis Poll, 1985
- Xenotilapia leptura (Boulenger, 1901)
- Xenotilapia longispinis Poll, 1951
- Xenotilapia melanogenys (Boulenger, 1898)
- Xenotilapia nasus De Vos, Risch & Thys van den Audenaerde, 1995
- Xenotilapia nigrolabiata Poll, 1951
- Xenotilapia ochrogenys (Boulenger, 1914)
- Xenotilapia ornatipinnis Boulenger, 1901
- Xenotilapia papilio Büscher, 1990
- Xenotilapia rotundiventralis (Takahashi, Yanagisawa & Nakaya, 1997)
- Xenotilapia sima Boulenger, 1899
- Xenotilapia spiloptera Poll & Stewart, 1975
- Xenotilapia tenuidentata Poll, 1951